# Johann Zirner
Johann Zirner (ur. 1911, zm. ?) – zbrodniarz hitlerowski, członek załogi niemieckiego obozu koncentracyjnego Mauthausen-Gusen i SS-Rottenführer.
Członek Waffen-SS od 23 listopada 1943. Od 5 czerwca 1944 do 6 maja 1945 był strażnikiem w Linz III, podobozie KL Mauthausen. Zirner był konwojentem komanda więźniów pracującym w fabryce zakładów Hermann Göring, a także pełnił służbę wartowniczą.
W procesie załogi Mauthausen-Gusen (US vs. Josef Bartl i inni) skazany został na 3 lata pozbawienia wolności za ciężkie pobicie rosyjskiego więźnia.